# Паметник на френските войници
Паметникът на френските войници и моряци е паметник във Варна.

## Събития
По време на Кримската война (октомври 1853 - февруари 1856) град Варна е сборен пункт на обединените войски на Османската империя, Великобритания и Франция, като там и в околните села са дислоцирани над 30 000 френски, 25 000 английски и 10 000 турски войници.
В края на май 1854 г. във Варна пристигат с параходи първите отряди на коалиционните френски и английски
войски. Скоро след това са регистрирани първите случаи на холера, за която се установява, че е пренесена от Пети френски корпус от Южна Франция. Французите вдигат палаткови болници (tеntes-hopitaux) при Буюк Франга. . Според д-р Гаспар Леонард Скриве, главен лекар на френската експедиционна армия, първият случай на холера във Варна е регистриран на 3 юли 1854 г. Епидемията е пренесена в Добруджа и на Кримския полуостров, а болните са транспортирани за изолация във Варна. Франция дава във войната близо 10 000 жертви, от които 7 000 умират от холера през 1854 и 1855 г. Сезар дьо Базанкур, военен кореспондент по време на Кримската война, съобщава:
| „                                                                           | Най слабата страна в тази армия бяха болниците ѝ, където болните и ранените умираха без помощ, зле гледани, почти забравени, като да бяха вече умрели, без лекари и без медикаменти. | “ |
| Сезар Де Базанкур - Кримската експедиция: Хроника на източната война (1859) | |   |

## Памет
Във Варна са издигнати два френски войнишки паметника, напомнящи за погребаните тук 5 183 френски войници и моряци. Единият е изграден по инициатива на консула на Франция Пелегрини през 1888 г. в католическите гробища в района на днешния Пантеон в Морската градина. Той е с пирамидална структура, заграден с верига и осем оръдейни цеви, пренесени от арсенала в Тулон, всяка с тегло по 3 000 кг и забити в земята с дулата надолу. След преместването на паметника през 1959 г. два от топовете са предадени за съхранение на Военноморския музей. Вторият френски паметник е изграден в местността Карантината в Сес Севмес, след като в края на XIX - началото на ХХ век там е намерен надгробен камък на френски войници. Варненското археологическо дружество моли флотското управление за разпореждание той да бъде преместен в близката флотска градина. Този паметник е осветен на 15 април 1912 г. в памет на загиналия от холера екипаж на френски военен кораб. На церемонията присъстват френският консул Мерсиние и кметът на Париж Феликс Русел.
В средата на 50-те години на XX в. във Варна е приет нов генерален план за озеленяване, според който Морската градина да бъде разширена в североизточна посока и да бъде построен Пантеон върху католическите гробища. През 1959 г. арх. Камен Горанов ръководи преместването на паметника от френските гробища в местността Разклона на кв. Виница, където няколко години по-късно е преместен и другия френски паметник от местността Карантината.